# Clubiona caerulescens
Clubiona caerulescens là một loài nhện trong họ Clubionidae.
Loài này thuộc chi Clubiona. De glanzende zakspin được Ludwig Carl Christian Koch miêu tả năm 1867.